# Papilio mechowi
Espèce
Papilio mechowi ou Écharpe crème est une espèce de lépidoptères (papillons) de la famille des Papilionidae. Cette espèce est présente en Afrique subsaharienne : Cameroun, Angola, République centrafricaine, Soudan, République démocratique du Congo, Ouganda.

## Description
Le dimorphisme sexuel est faible. À l'avers les ailes sont marron foncé. Les ailes antérieures portent une série de macules allongées de couleur crème et quelques petites macules marginales de même couleur. Les ailes antérieures sont un peu allongées, sans queues. Elles portent une bande crème et des macules marginales arrondies. Au revers les ailes sont plus claires. Les motifs sont similaires, mais les ailes postérieures sont orangées à la base, les veines sont noires et il y a des traits noirs dans les espaces intraveineux. Le corps est noir avec des macules blanches.

## Écologie
L'écologie de cette espèce est mal connue. La plante-hôte n'a pas été identifiée. Comme chez les autres espèce de Papilio les chenilles passent probablement par cinq stades avant de se changer en chrysalide, et la chrysalide est fixée à son support par son crémaster et par une ceinture de soie.

## Habitat et répartition
Papilio mechowi est présent dans l'écozone afrotropicale : Cameroun, Angola, République centrafricaine, Soudan, République démocratique du Congo, Ouganda.

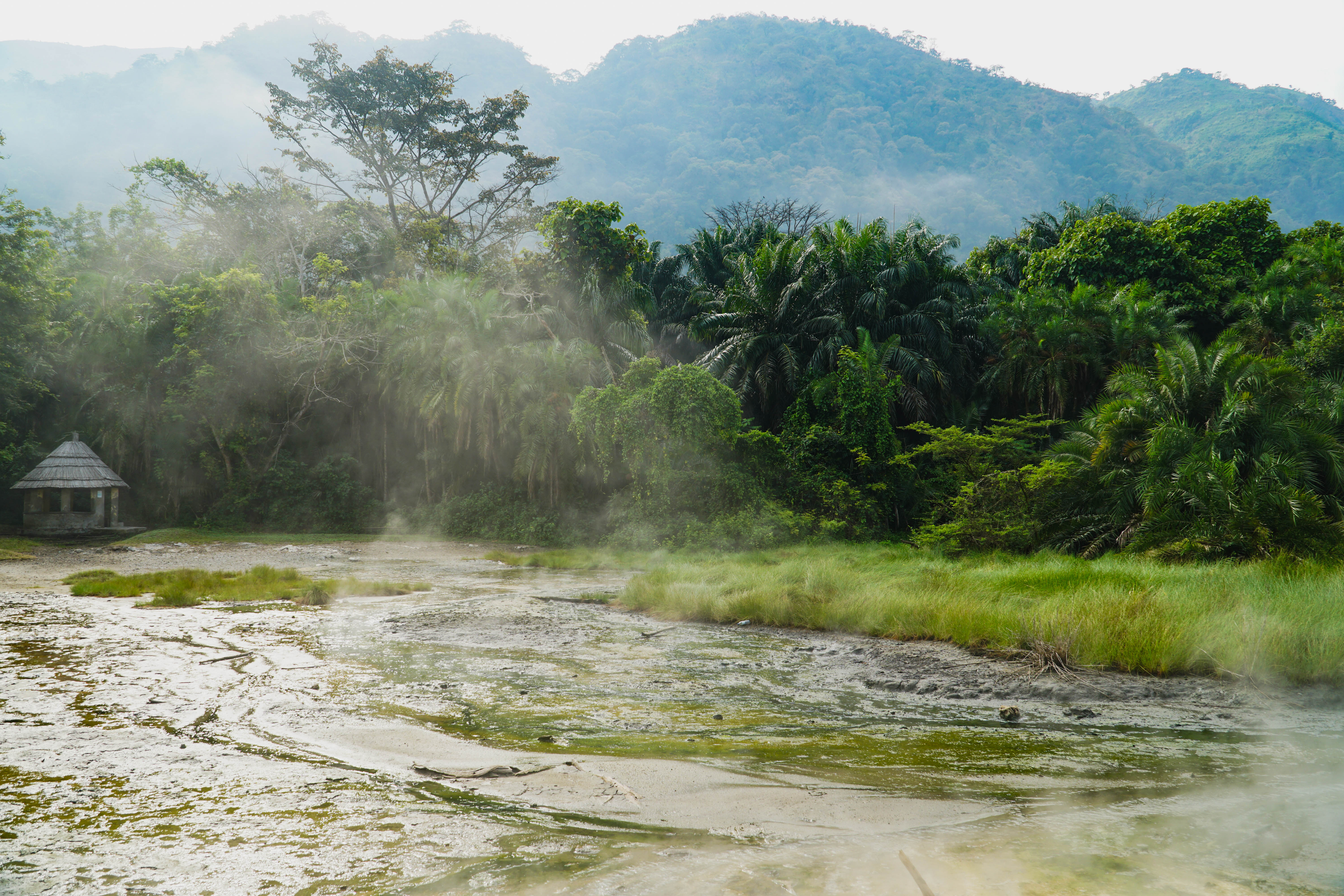
Forêt de l'Ituri (République démocratique du Congo).
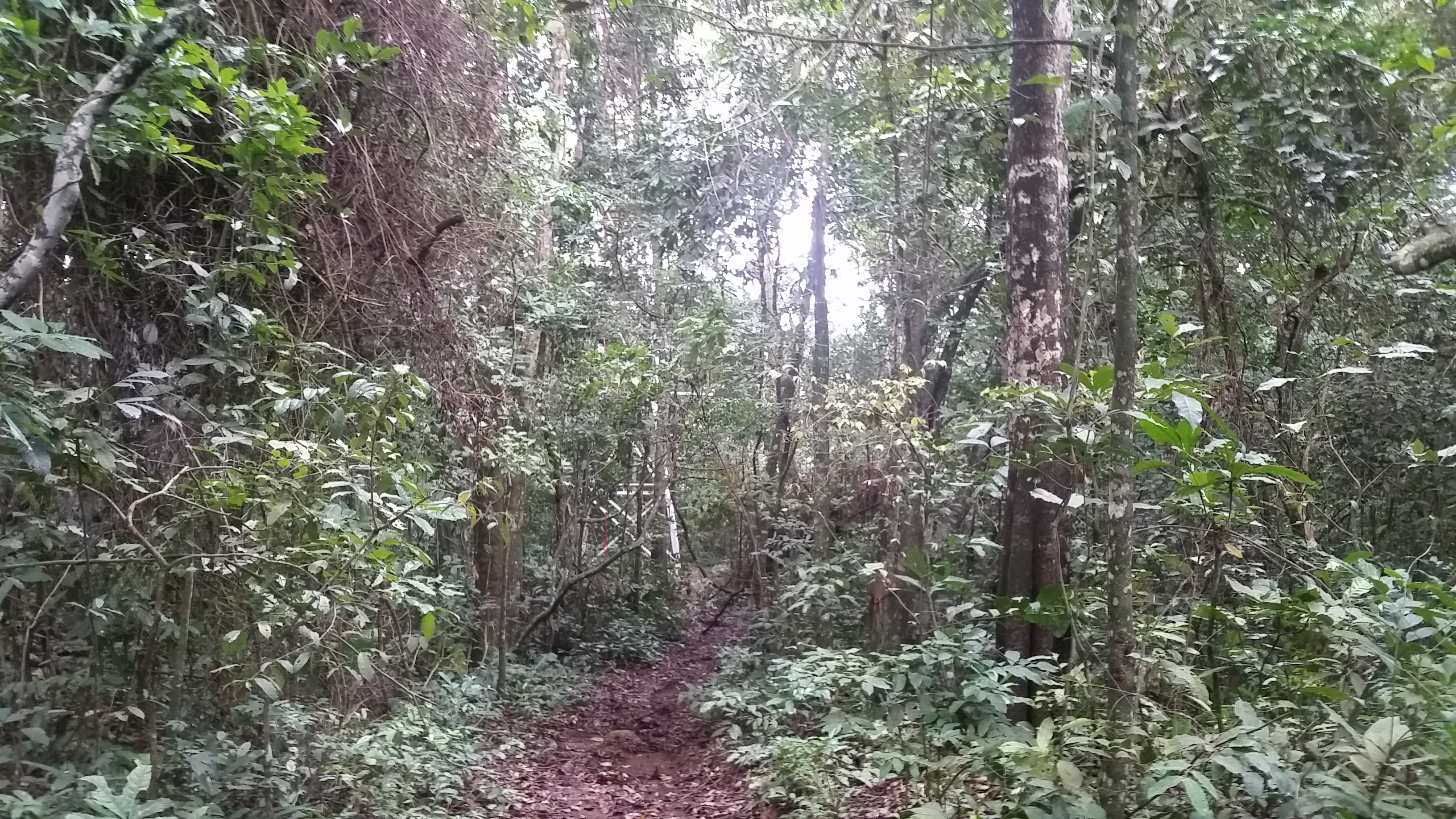
Forêt de Zika (Ouganda)

## Systématique
L'espèce Papilio mechowi a été décrite pour la première fois en 1881 par l'entomologiste allemand Hermann Dewitz (d) (1848-1890) dans Berliner entomologische Zeitschrift à partir d'un spécimen d'Angola. L'espèce appartient au groupe de Papilio zenobia, composé d'une dizaine de Papilio africains.

### Sous-espèces[1]
- P. mechowi mechowi Dewitz, 1881 : Cameroun, Angola, République centrafricaine, Soudan (sud et autour de Tambura), République démocratique du Congo, Ouganda (ouest)
- P. mechowi whitnalli Neave, 1904 : Ouganda (est et centre).

## Papilio mechowiet l'Humain

### Nom vernaculaire
Papilio mechowi est appelé en anglais Cream Sash.

### Menaces et conservation
Cette espèce n'est pas évaluée par l'UICN. 